# Армиллифера
Армиллифе́ра (лат. Armillifera parva, «носящая браслеты маленькая») — эдиакарский морской организм, вид проартикулят, обитавший примерно 555 миллионов лет назад. Типовой и единственный вид в роде Armillifera. Таксон назвал и описал в 1980 году палеонтолог Михаил Федонкин на основе окаменелых остатков, найденных в отложениях Белого моря в Архангельской области. Фоссилии армиллиферы ограничены почти тем же стратиграфическим диапазоном, что и остатки кимбереллы, однако они встречаются гораздо реже.
Армиллифера имела двустороннюю симметричную, овальную форму. Тело выпуклое по центру, со сплюснутой окружающей полосой, а его поверхность покрыта многочисленными бугорками, слитыми на полосе с образованием округлых выступов. Поверхность центральной области содержит глубокие углубления в форме крючка, которые расположены в соответствии со скользящей симметрией.
Для оболочки армиллиферы характерно отсутствие линий роста. Вместе с двусторонней симметрией эти особенности указывают на то, что Armillifera была активно двигающимся организмом. Тот факт, что глубокие углубления в форме крючка в центральной области расположены в соответствии со скользящей симметрией, может означать его связь с проартикулятами, вымершим эдиакарским типом живых организмов, которые показывают те же черты. Но сходство оболочки не может быть окончательным доказательством, поэтому точная систематика организма до сих пор неясна.